# Krithe ovoidea
Krithe ovoidea is een mosselkreeftjessoort uit de familie van de Krithidae. De wetenschappelijke naam van de soort is voor het eerst geldig gepubliceerd in 1988 door Ruan.